# L'imprevisto (film 1940)
L'imprevisto è un film del 1940 diretto da Giorgio Simonelli.